# Batalla del Cap de Sant Vicent (1476)
La batalla del Cap de Sant Vicent de 1476 fou un dels episodis de la Guerra de Successió de Castella i de la guerra de Borgonya.

## Antecedents
El 1475, a la mort d'Enric IV de Castella sense descendència masculina, Joana la Beltraneja, filla d'Enric, i Isabel de Castella, germanastra del rei, van reclamar els drets sobre el tron. Isabel estava casada amb Ferran, hereu de la Corona d'Aragó, i Joana amb Alfons V de Portugal. França, que havia ocupat el Rosselló des del Tractat de Baiona de 1462, va donar suport a Portugal per tal d'evitar el triomf d'Aragó, amb qui mantenia conflictes militars a Itàlia i al Rosselló.
L'atac simultani de francesos i portuguesos no es va poder produir per les maniobres de Carles I de Borgonya a la Guerra de Borgonya, i després de la batalla de Toro els castellans van tenir temps per poder aixecar una companyia de guipuscoans i biscains, i reforçar Hondarribia.
En maig de 1476 Alan d'Albret va penetrar a Guipúscoa amb 40.000 homes, mentre la flota de Guillem de Casanova procedent d'Harfleur bloquejava la costa però les turmentes van malmetre la flota, fent embarrancar els vaixells de suport a Bermeo. Es va armar una flota guipuscoana a Bilbao comandada per Ladrón de Guevara y Quesada per reabastir la vila i Casanova va evitar el combat dirigint-se a Portugal en juny de 1476. Després de la batalla de Gibraltar la flota de Guillem de Casanova va escoltar dues galeres portugueses carregades de soldats al castell de Ceuta.

## Batalla
El 13 d'agost l'armada de Guillem de Casanova, composta per tretze naus de Casanova i quatre portugueses es va creuar amb 3 grans naus i una galera genoveses, i una urca flamenca provinents de Cadis amb rumb a Anglaterra i, amb la sospita de ser venecianes o per dur la urca flamenca la bandera de Borgonya, les va tractar de capturar però va fallar i es va entaular un combat en què els franco-lusitans es van imposar. No obstant això, a causa de l'ús d'armes incendiàries per part dels francesos, es va provocar un incendi que va arrasar dos vaixells genovesos i la urca flamenca però també les dues galeres portugueses i dos dels vaixells de Guillem de Casanova. Uns 2.500 francesos i portuguesos van morir en aquest desastre.

## Conseqüències
Les dues naus genoveses supervivents es van poder refugiar a Cadis, i Cristòfor Colom, present en el combat, va arribar nedant a les costes portugueses. Guillem de Casanova va escoltar Alfons V de Portugal a França el mes de setembre, on va establir-se un anys, per entendre que el francès concertava un acord amb Ferran i Isabel i va abdicar en el seu fill en 1477,